# Sindaci di Monreale
Questo elenco riporta i responsabili dell'amministrazione civica del comune di Monreale nella città metropolitana di Palermo.

## Regno delle Due Sicilie (1816-1860)
| Periodo | Periodo | Primo cittadino                    | Partito | Carica          | Note |
| ------- | ------- | ---------------------------------- | ------- | --------------- | ---- |
| 1820    | 1824    | Vincenzo Sanchez                   |         | Sindaco         |      |
| 1825    | 1826    | Ignazio Azzolini                   |         | Sindaco         |      |
| 1827    | 1828    | Lorenzo Gorgone                    |         | Sindaco         |      |
| 1829    | 1829    | Giuseppe Vaglica                   |         | Sindaco/pretore |      |
| 1830    | 1831    | Giuseppe Vaglica                   |         | Sindaco         |      |
| 1832    | 1833    | Vincenzo Seggio                    |         | Sindaco         |      |
| 1834    | 1836    | Francesco Blandino                 |         | Sindaco         |      |
| 1837    | 1838    | Lancellotto Celegia                |         | Sindaco         |      |
| 1839    | 1840    | Michele Morello                    |         | Sindaco         |      |
| 1840    | 1843    | Francesco Blandino                 |         | Sindaco         |      |
| 1843    | 1845    | Michele Morello                    |         | Sindaco         |      |
| 1846    | 1846    | Giuseppe Inghilleri                |         | Sindaco         |      |
| 1847    | 1847    | Francesco Blandino                 |         | Sindaco         |      |
| 1848    | 1848    | Ignazio Azzolini o Michele Morello |         | Sindaco         |      |
| 1849    | 1850    | Giuseppe Inghilleri                |         | Sindaco         |      |
| 1851    | 1857    | Gianbattista Di Bella              |         | Sindaco         |      |
| 1858    | 1858    | Giuseppe Vaglica                   |         | Sindaco         |      |
| 1859    | 1859    | D.Marchez o Sanchez                |         | Sindaco         |      |
| 1860    | 1860    | Morodini                           |         | Prodittatura    |      |

## Regno d'Italia (1861-1946)
| Periodo | Periodo | Primo cittadino            | Partito | Carica                        | Note |
| ------- | ------- | -------------------------- | ------- | ----------------------------- | ---- |
| 1861    | 1865    | Girolamo Mirto             |         | Sindaco                       |      |
| 1866    | 1866    | Giovanni Battista Di Bella |         | Sindaco                       |      |
| 1867    | 1867    | Girolamo Mirto             |         | Assessore f.f.                |      |
| 1868    | 1868    | Gaetano Macaluso           |         | Assessore f.f.                |      |
| 1869    | 1869    | Di Giovanni                |         | Consigliere anziano           |      |
| 1870    | 1872    | Antonino Leto-Saputo       |         | Sindaco                       |      |
| 1873    | 1873    | Giovanni Battista Di Bella |         | Sindaco                       |      |
| 1874    | 1875    | Andrea Di Bella            |         | Sindaco                       |      |
| 1876    | 1876    | D. Pupilla                 |         | Sindaco                       |      |
| 1877    | 1883    | Pietro Mirto Seggio        |         | Sindaco                       |      |
| 1883    | 1883    | Salvatore Magno            |         | Assessore f.f.                |      |
| 1884    | 1884    | Domenico Gerardelli        |         | Assessore f.f.                |      |
| 1885    | 1887    | Salvatore Magno            |         | Sindaco                       |      |
| 1888    | 1888    | Antonino Leto-Saputo       |         | Sindaco                       |      |
| 1889    | 1889    | Michele Zuccaro            |         | Sindaco                       |      |
| 1890    | 1890    | Pietro Mirto-Seggio        |         | Sindaco                       |      |
| 1891    | 1891    | Gaspare Reges              |         | Regio commissario             |      |
| 1892    | 1892    | Andrea Di Bella            |         | Sindaco                       |      |
| 1893    | 1894    | Rocco Balsano              |         | Sindaco                       |      |
| 1895    | 1895    | Giovanni Battista Di Bella |         | Sindaco                       |      |
| 1896    | 1896    | Pietro Mirto-Seggio        |         | Sindaco                       |      |
| 1897    | 1897    | Rocco Balsano              |         | Sindaco                       |      |
| 1898    | 1902    | Antonino Leto-Saputo       |         | Sindaco                       |      |
| 1903    | 1903    | De Francisci               |         | Commissario straordinario     |      |
| 1904    | 1904    | Giacomo Leto               |         | Assessore f.f.                |      |
| 1905    | 1905    | Benedetto Marotta          |         | Sindaco                       |      |
| 1906    | 1906    | Camillo Furia              |         | Regio Commissario             |      |
| 1907    | 1908    | Pietro Lo Calio            |         | Sindaco                       |      |
| 1908    | 1908    | Nicolò Mammina             |         | Assessore f.f.                |      |
| 1909    | 1909    | Camillo Furia              |         | Regio Commissario             |      |
| 1910    | 1910    | Rocco Balsano              |         | Sindaco                       |      |
| 1911    | 1912    | Gaetano Leto-Ferrara       |         | Sindaco                       |      |
| 1913    | 1913    | Giuseppe Scichilone        |         | Commissario prefettizio       |      |
| 1914    | 1916    | Gaetano Epifanio           |         | Sindaco                       |      |
| 1917    | 1918    | Domenico Taormina          |         | Sindaco                       |      |
| 1919    | 1919    | Paolo Niggi                |         | Regio commissario             |      |
| 1920    | 1920    | Pasquale Rendin            |         | Regio commissario             |      |
| 1921    | 1922    | Gaspare Calamia            |         | Regio commissario             |      |
| 1923    | 1923    | Antonino Cangemi           |         | Sindaco                       |      |
| 1924    | 1924    | Vincenzo Termini           |         | Sindaco                       |      |
| 1925    | 1925    | Giuseppe Russo             |         | Regio commissario             |      |
| 1926    | 1926    | Giuseppe Anzà              |         | Regio commissario prefettizio |      |
| 1927    | 1927    | Placido Tomaselli          |         | Regio commissario prefettizio |      |
| 1927    | 1930    | Carlo Sicuro               |         | Podestà                       |      |
| 1931    | 1934    | Gaetano Epifanio           |         | Podestà                       |      |
| 1935    | 1938    | Raffaele Di Salvo          |         | Podestà                       |      |
| 1938    | 1939    | Giuseppe Tartaro           |         | Commissario prefettizio       |      |
| 1940    | 1941    | Antonino Cangemi           |         | Podestà                       |      |
| 1942    | 1942    | Salvatore Greco            |         | Commissario prefettizio       |      |
| 1943    | 1943    | Giuseppe Epifanio          |         | Commissario prefettizio       |      |
| 1944    | 1944    | Domenico Leto              |         | Commissario                   |      |
| 1945    | 1945    | Mario Lotta                |         | Commissario                   |      |

## Repubblica italiana (1946-oggi)
| Periodo          | Periodo          | Primo cittadino        | Partito | Carica                  | Note |
| ---------------- | ---------------- | ---------------------- | ------- | ----------------------- | ---- |
| 1946             | 1946             | Andrea Costanzo        |         | Commissario             |      |
| 1947             | 1949             | Girolamo Mammina       |         | Commissario             |      |
| 1950             | 1952             | Salvatore Di Cristina  |         | Commissario             |      |
| 1953             | 1961             | Pietro La Commare      |         | Sindaco                 |      |
| 1962             | 1964             | Corrado Bordonali      |         | Sindaco                 |      |
| 1965             | 1967             | Benedetto Li Calsi     |         | Sindaco                 |      |
| 1968             | 1969             | Pietro La Commare      |         | Sindaco                 |      |
| 1970             | 1971             | Emanuele Ferraro       |         | Sindaco                 |      |
| 1972             | 1973             | Lorenzo Bertolino      |         | Sindaco                 |      |
| 1974             | 1975             | Giovanni Giannuoli     |         | Commissario prefettizio |      |
| 1975             | 1975             | Benedetto Li Calsi     |         | Sindaco                 |      |
| 1976             | 1978             | Ignazio Demma          |         | Sindaco                 |      |
| 1979             | 1979             | Antonino Sirchia       |         | Sindaco                 |      |
| 1980             | 1980             | Benedetto Li Calsi     |         | Sindaco                 |      |
| 1981             | 1982             | Castrenze Giangreco    |         | Sindaco                 |      |
| 1983             | 1984             | Giuseppe Giacopelli    |         | Sindaco                 |      |
| 1985             | 1985             | Ignazio Demma          |         | Sindaco                 |      |
| 1986             | 1989             | Castrenze Giangreco    |         | Sindaco                 |      |
| 11 aprile 1989   | 11 giugno 1990   | Antonino Sirchia       | DC      | Sindaco                 |      |
| 11 giugno 1990   | 16 ottobre 1991  | Francesco Mortillaro   | DC      | Sindaco                 |      |
| 5 novembre 1991  | 20 gennaio 1993  | Stefano Gorgone        | DC      | Sindaco                 |      |
| 24 febbraio 1993 | 17 maggio 1993   | Angelo Filippo Marceca | DC      | Sindaco                 |      |
| 29 giugno 1993   | 10 febbraio 1994 | Castrenze Giangreco    | DC      | Sindaco                 |      |
| 26 giugno 1994   | 8 giugno 1998    | Salvatore Caputo       | AN      | Sindaco                 |      |
| 8 giugno 1998    | 13 maggio 1999   | Salvino Pantuso        | PPI     | Sindaco                 |      |
| 13 maggio 1999   | 13 dicembre 1999 | Carlo Pecoraro         |         | Commissario             |      |
| 13 dicembre 1999 | 28 giugno 2004   | Salvatore Caputo       | AN      | Sindaco                 |      |
| 28 giugno 2004   | 23 giugno 2009   | Salvatore Gullo        | CdL     | Sindaco                 |      |
| 25 giugno 2009   | 10 giugno 2014   | Filippo Di Matteo      | PdL     | Sindaco                 |      |
| 10 giugno 2014   | 13 maggio 2019   | Pietro Capizzi         | PD      | Sindaco                 |      |
| 13 maggio 2019   | in carica        | Alberto Arcidiacono    | DB      | Sindaco                 |      |